# Francesc Safont i Culleré
Francesc Safont i Culleré (la Floresta, 28 de juny del 1902 – Lleida, 25 de gener del 1983) va ser un compositor lleidatà, músic de formació autodidàctica i membre fundador l'any 1924 de la cobla "Principal de Lleida".
Va néixer a la Floresta (Les Garrigues) el 1902. Quan tenia set anys, es va traslladar amb la seva família a Lleida, on va iniciar estudis musicals. Posteriorment, va entrar a formar part de la Banda Municipal de Lleida.
El 1920 va començar les lliçons de flabiol amb el mestre Josep Vila i Amorós i les va completar amb Josep Duran de Girona. L'any 1924 es va formar la cobla La Principal de Lleida, de la qual va ser director. La vida musical de Francesc Safont està lligada també a actuacions amb orquestres de ball i sarsuela. Va ser intèrpret de flauta, flautí, clarinet i saxòfon, i va exercir com a director dels diversos cors Clavé de la ciutat.
Als 47 anys va compondre la seva primera sardana, Antonieta. En el moment de la seva mort, havia escrit setanta sardanes, sis de les quals van ser enregistrades en disc. La bella inspiració va ser finalista de la Sardana de l'Any en l'edició de 1976.

## Llegat
L'arxiu musical sardanista Francesc Safont Culleré va ser ofert per la seva filla al Servei d'Arxiu i Llegats de l'Institut d'Estudis Ilerdencs l'any 1995. És un fons musical de 1.345 sardanes i música per a la cobla, una bona part de les quals són manuscrits. Conté també la col·lecció de sardanes compostes pel mateix Francesc Safont i un nombre considerable d'altres composicions.